# Vella Lavella
Vella Lavella – wyspa należąca do grupy wysp Nowa Georgia, w archipelagu Wysp Salomona. Vella Lavella leży na zachód od wyspy Nowa Georgia.